# إسلام سياسي
«الإسلام السياسي» هو مصطلح استشراقي ظهرَ حديثًا بسبب انعزال الأقطاب الدينية في العالم الإسلامي عن السياسة نتيجة إنتشار العلمانية والثقافة الغربية، كان المستشرق الإسرائيلي مارتن كرامر من أوائل الخبراء الذين بدأوا في استخدام مصطلح «الإسلام السياسي» بين عامي 1980م و2003م، كان دكميجيان من أوائل الخبراء الذين أبدوا ملاحظات حول تسييس الإسلام في سياق فشل الحكومات العلمانية في الدول ذات الغالبية المسلمة بينما يستخدم كلاً من الإسلاموية والأصولية في نفس الوقت بدلاً من الإسلام السياسي، يمكن أن يشير المصطلح إلى مجموعة واسعة من الأفراد أو الجماعات الذين يرون أن للإسلام نظام حكم سياسي متمثل في «الخلافة الإسلامية» أو «الدولة الإسلامية» ونظام تشريعي وجنائي متمثل في «الشريعة الإسلامية»، ويدافعون عن تشكيل الدولة والمجتمع وفقًا لفهمهم للمبادئ الإسلامية، وللإشارة إلى النشاطات واسعة النطاق للأفراد والمنظمات المؤيدة لتحويل الدولة والمجتمع ككل للاستناد لمرجعية من القوانين الإسلامية. تُتهم الأحزاب السياسية الإسلامية بإستغلال العاطفة الدينية للمجتمع ودغدغة مشاعر البسطاء كوسيلة للوصول للسلطة والمال والمكانة الإجتماعية، وتُتهم بعدم المنافسة الشريفة في الإنتخابات بسبب التجارة بالدين كشعار سياسي أمام منافسيها، وعدم مصداقية تلك الأحزاب فيما ترفعه من شعارات دينية كتطبيق الشريعة بل تستخدمها كوسيلة للوصول للسلطة وكدعاية إنتخابية لحشد المتدينين ثم تتخلي عنه مباشرة بعد فوزها بالحكم وتحكم بالقوانين الوضعية التي كانت ترفضها قبل الوصول للحكم، مما يتعارض مع مبدأ المنافسة الشريفة وتكافؤ الفرص؛ حيث تتحول الإنتخابات من صراع بين من لديه المشروع الإقتصادي الأكثر نجاحًا إلي صراع حول المزايدة الدينية. كما أن وصول الأحزاب الإسلاموية للسلطة يهدد العملية الديمقراطية، ويُرسخ للإستبداد بأسم الدين، ويؤدي للحروب الأهلية بسبب الإنقسام المجتمعي الفكري والديني والصراعات بين الأحزاب الدينية وتحويل الصراع السياسي علي الحكم لصراع ديني مما يجعله مشروعًا فاشلًا غير صالح للتطبيق، كما حدث في العشرية السوداء في الجزائر بعد إلغاء الجيش الجزائري للإنتخابات التشريعية التي فازت بها الجبهة الإسلامية للإنقاذ، وعارضت الجبهة إنقلاب الجيش الجزائري ودعت لإعتصامات ومظاهرات راح ضحيتها المئات ثم بدأت الهجمات الإرهابية ضد الجيش من الجبال التي أستوطنها الإسلاميين المسلحين وشنوا المجازر ضد المدنيين المؤيدين للجيش بعد تكفيرهم، وقد راح ضحيتها 150 الف شخص. كما تؤدي الأحزاب الإسلامية لإنتشار الإلحاد في المجتمع؛ بسبب غضب المجتمع تجاه تلك الأحزاب التي تمارس الإستبداد والسرقة والفساد بأسم الدين، وكونها تربط هزيمتها السياسية بأنها هزيمة للدين نفسه، وليس لحزب سياسي يمتطي الدين ويرفع شعارات دينية كوسيلة للوصول لما هو دنيوي.

## ظهور المصطلح
ظهر مصطلح الإسلام السياسي لوصف حركات تغيير سياسية تؤمن بالإسلام باعتباره «نظاما سياسيا للحكم»، وأن الإسلام «ليس عبارة عن ديانة فقط وإنما عبارة عن نظام سياسي واجتماعي وقانوني واقتصادي يصلح لبناء مؤسسات دولة». ورغم ربط هذا المصطلح ببعض الأسماء بعينها مثل -حسن البنا- وبعض الجماعات والحركات مثل -الإخوان المسلمون- أو -الحركة الوهابية- إلا أن للمصطلح تاريخ أبعد من ذلك فيعود التاريخ السياسي للإسلام لعهد النبي محمد نفسه عندما أسس دولة إسلامية في المدينة المنورة ثم توسعت خلال الخلافة الراشدة.
ويستخدم المصطلح غالبًا في سياق الربط مع الحركات التي تمثل القوى السياسية الحالية باسم الإسلام، والتي نشأت في نهاية القرن العشرين ويستخدم بعض المؤلفين الأكاديميين مصطلح إلإسلاموية لوصف نفس الظاهرة أو يستخدمون كلا المصطلحين بشكل تبادلي.

## نشأة تاريخية
يعود التاريخ السياسي للإسلام إلي النبي محمد عندما أسس الدولة الإسلامية في المدينة المنورة، فبعد مرور 13 عاما من ظهور الإسلام في مكة، واجه الرسول وأصحابه مقاومة شديدة وإضطهادًا شديدًا من الوثنيين، ودفع ذلك بالرسول للهجرة إلى المدينة المنورة (يثرب)، بعد أن رحب أهلها من قبائل الأنصار بالرسول وأعلنوا البيعة له، ومن هنا قدرّ للدولة الإسلامية أن تنشأ في المدينة المنورة ثم بدأت الغزوات لصد هجمات الوثنيين ولأحقا بدأ جهاد الطلب لنشر الإسلام بين القبائل الأخري عبر قتال الوثنيين واليهود والنصاري وفرض جزية سنوية عليهم، ثم بعد وفاة النبي محمد بايع المسلمين أبو بكر الصديق علي السمع والطاعة في سقيفة بني ساعدة؛ فقامت الخلافة الراشدة التي امتدت للعراق وبلاد الشام ثم تمددت في عهد عمر بن الخطاب لتشمل شمال أفريقية وبلاد فارس، ثم قامت الخلافة الأموية بعد تنازل الحسن بن علي عن الخلافة لمعاوية بن أبي سفيان فتمددت الدولة الإسلامية لتشمل الأندلس وأجزاء ضخمة من آسيا الوسطى، وبعد ضعف الدولة الأموية نشأ الحزب العباسي الذين بايعوا بنو العباس وقالوا بأنهم أحق بالخلافة بإعتبارهم من نسل عم النبي العباس بن عبدالمطلب وقادوا ثورات مسلحة ضد الدولة الأموية بقيادة أبو مسلم الخراساني وأعلنوا قيام الخلافة العباسية في خراسان وتوالت هزائهم الأمويين وسقطت أراضيهم في يد العباسيين وقام أبو العباس السفاح بالعديد من الجرائم ضد الأمويين كإخراج جثثهم والتمثيل بها والصلب وغيرها من التنكيل بخصومه حتي لُقب ب"السفاح"، ثم نشأت الخلافة العثمانية عقب تنازل الخليفة العباسي المتوكل على الله عن الخلافة للعثمانيين وأمتدت الخلافة العثمانية لتشمل القسطنطينية والبلقان.، وبعد قيام الدول الوطنية الحديثة التي تقوم علي مبدأ العلمانية وفصل الدين عن شؤون الدول عقب إنتهاء سيطرة الدولة العثمانية نشأت عدة أحزاب في دول عدة تعمل لإقامة دولة إسلامية مرة أخري منها ما هو دعوي سلمي ومنها ما هو جهادي مسلح وتم إطلاق عليهم من قبل العلمانيين مصطلح «الإسلام السياسي».

## حركات إسلامية سياسية دعوية
- الحركة الوهابية بدات كحركة سلفية دعوية تهدف للعودة للأصول الصافية للإسلام حتي تحالف الشيخ محمد بن عبد الوهاب مع محمد بن سعود وأعلنوا القتال ضد الصوفية والشيعة والذين اعتبروهم مذاهب شركية وسعوا لإقامة دولة سلفية تقوم علي التوحيد وتحكم بالشريعة الإسلامية فتأسست الدولة السعودية الأولي (إمارة الدرعية) في 1744م. وبدأت في التمدد فحاربت القبائل الصوفية في باقي الجزيرة العربية وهجموا علي مدينة كربلاء أقدس مواقع الشيعة الإثنا عشرية وسيطروا عليها، ثم سعوا لمهاجمة الدولة العثمانية لكونها صوفية وتحتوي علي القبور والمقامات فأرسلت الدولة العثمانية والي مصر محمد علي باشا للقضاء عليها الذي نجح في تحقيق هذا الأمر في عام 1818 بعد 74 عاما من قيامها.[37]
- الحركة الديوبندية[38]
- حركة الخلافة - الهند حركة إسلامية هندية تأسست عام 1919 سعت لإعادة الخلافة العثمانية عبر إحتجاجات شعبية، وإنهارت عام 1924
- الإخوان المسلمون جماعة إسلامية شمولية قامت علي منهج حسن البنا تأسست في مصر في 1928م.
- حزب التحرير حزب سياسي إسلامي تأسست في 1953م ويهدف لإعادة الخلافة.
- الجماعة الإسلامية في باكستان
- جمعية الشباب المسلم (البوسنة والهرسك). جمعية دينية سياسية تأسست عام 1939 قامت علي منهج جمال الدين الأفغاني، ساهمت في تأسيس دولة البوسنة والهرسك بعد إنهيار يوغوسلافيا.
- حزب التجديد الإسلامي
- مجلس عموم الهند لاتحاد المسلمين
- الجماعة الإسلامية في مصر
- الحزب الإسلامي التركستاني
- جماعة العدل و الإحسان

## حركات إسلامية سياسية جهادية
- حركة طالبان (إمارة أفغانستان الإسلامية) (تنظيم إقليمي)
- تنظيم القاعدة (تنظيم عالمي)
- تنظيم الدولة الإسلامية (تنظيم عالمي)
- بوكو حرام (تنظيم أقليمي)
- جبهة النصرة (تنظيم إقليمي)
- جماعة ماؤوتي (دولة لاناو الإسلامية) (تنظيم إقليمي)
- حركة أوزبكستان الإسلامية (تنظيم إقليمي)
- أنصار الشريعة (تنظيم إقليمي)
- جند الله
- حركة تطبيق الشريعة المحمدية
- أنصار الإسلام في كردستان
- أنصار الإسلام (بوركينا فاسو)
- شبكة حقاني
- إمارة القوقاز الإسلامية
- الجماعة الإسلامية في جنوب شرق آسيا
- حزب الله
- حركة النجباء
- الحركة المهدية
- حركة حماس ( تأسست كحركة دعوية ثم جهادية لاحقاً )
- حركة الجهاد الإسلامي في فلسطين